# Dominic Forget
Dominic Forget (Sainte-Julie, 3 marzo 1981) è un hockeista su ghiaccio canadese con cittadinanza svizzera.

## Palmarès

### Club
- Campionato svizzero - Lega Nazionale B: 1

Visp: 2010-2011